# Nørholm Hede, Nørholm Skov og Varde Å øst for Varde
Nørholm Hede, Nørholm Skov og Varde Å øst for Varde este o arie protejată (arie specială de conservare — SAC, sit de importanță comunitară — SCI) din Danemarca întinsă pe o suprafață de 991 ha, integral pe uscat.

## Localizare
Centrul sitului Nørholm Hede, Nørholm Skov og Varde Å øst for Varde este situat la coordonatele 55°40′21″N 8°35′54″E / 55.6725°N 8.598333°E.

## Înființare
Situl Nørholm Hede, Nørholm Skov og Varde Å øst for Varde a fost declarat sit de importanță comunitară în februarie 1998 pentru a proteja 8 specii de animale. Situl a fost protejat și ca arie specială de conservare în decembrie 2011.

## Biodiversitate
Situată în ecoregiunea atlantică, aria protejată conține 23 de habitate naturale: Păduri de fag Luzulo-Fagetum, Păduri de fag Asperulo-Fagetum, Păduri de stejar sau de stejar și carpen sub-atlantice și medio-europene de Carpinion betuli, Păduri aluvionare cu Alnus glutinosa și Fraxinus excelsior (Alno-Padion, Alnion incanae, Salicion albae), Formațiuni de Juniperus communis pe lande sau pajiști calcaroase, Vegetație psamofilă uscată cu pășuni deschise de Corynephorus și Agrostis, Mlaștini turboase de tranziție și turbării mișcătoare, Izvoare petrifiante cu formare de travertin (Cratoneurion), Ape puternic oligomezotrofe cu vegetație bentonică cu Chara spp., Lacuri eutrofice naturale cu vegetație de tip Magnopotamion sau Hydrocharition, Vegetație psamofilă uscată cu Calluna și Empetrum nigrum, Mlaștini alcaline, Mlaștini împădurite, Păduri acidofile de stejar bătrân cu Quercus robur pe câmpii nisipoase, Formațiuni ierboase bogate în specii de Nardus, dezvoltate pe substraturi silicioase în zone montane (și în zone submontane, în Europa continentală), Ape stătătoare oligotrofe până la mezotrofe, cu vegetație de Littorelletea uniflorae și/sau de Isoëto-Nanojuncetea, Pajiști cu Molinia pe soluri calcaroase, turboase sau argilos-nămoloase (Molinion caeruleae), Pajiști uscate europene, Depresiuni pe substraturi de turbă de Rhynchosporion, Liziere de ierburi înalte hidrofile de câmpie și de nivel montan până la alpin, Cursuri de apă de la nivel de câmpie la nivel montan, cu vegetație Ranunculion fluitantis și Callitricho-Batrachion, Vegetație psamofilă uscată cu Calluna și Genista, Pajiști umede nord-atlantice cu Erica tetralix.
La baza desemnării sitului se află mai multe specii protejate:
- mamifere (1): vidră de râu (Lutra lutra)
- nevertebrate (2): Margaritifera margaritifera, Ophiogomphus cecilia
- pești (5): Coregonus oxyrhynchus, Lampetra fluviatilis, cicar (Lampetra planeri), Petromyzon marinus, somonul (Salmo salar)